# Dombeya ficulnea
Dombeya ficulnea är en malvaväxtart som beskrevs av Henri Ernest Baillon. Dombeya ficulnea ingår i släktet Dombeya och familjen malvaväxter. Inga underarter finns listade i Catalogue of Life.

## Bildgalleri

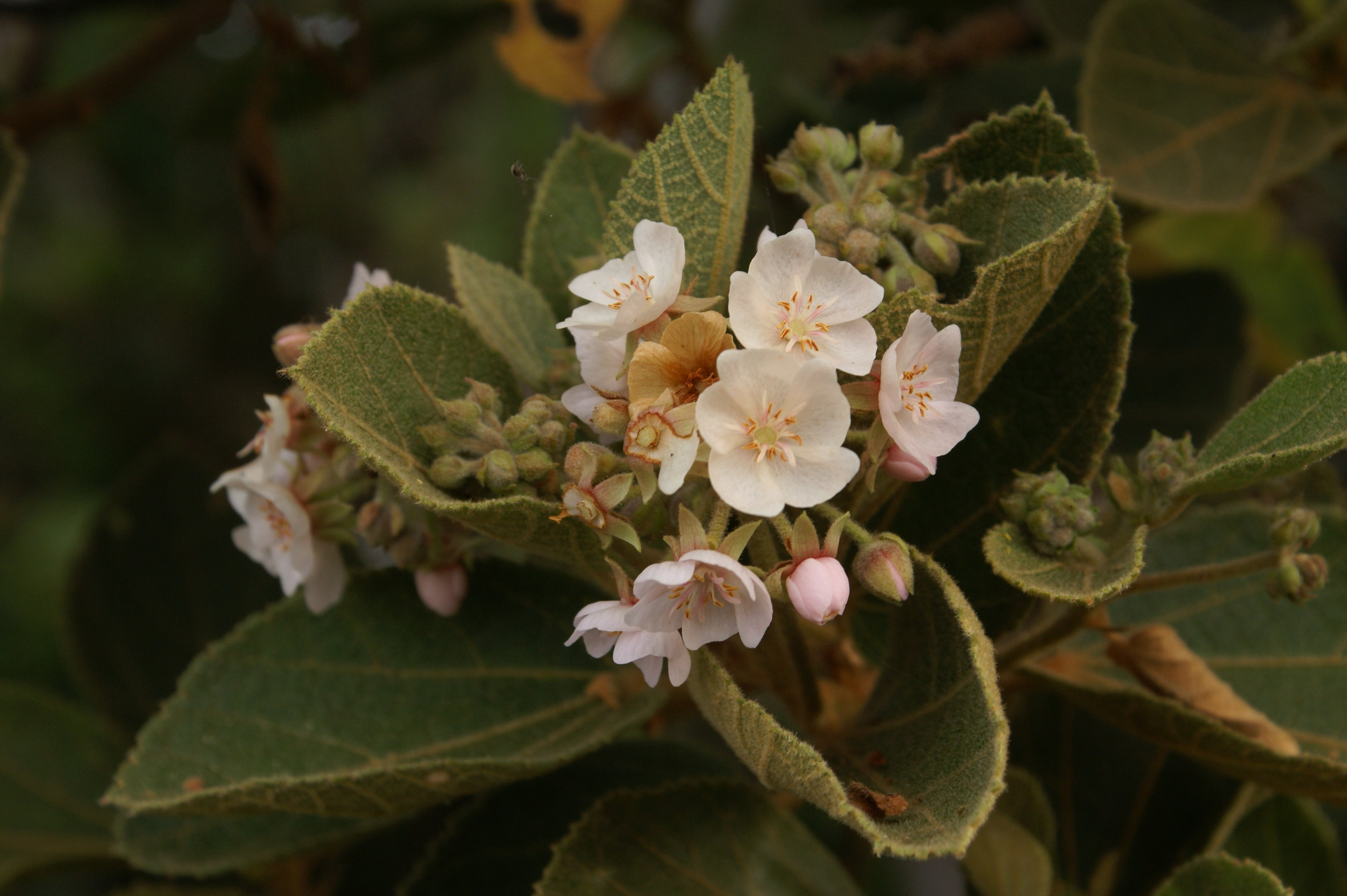
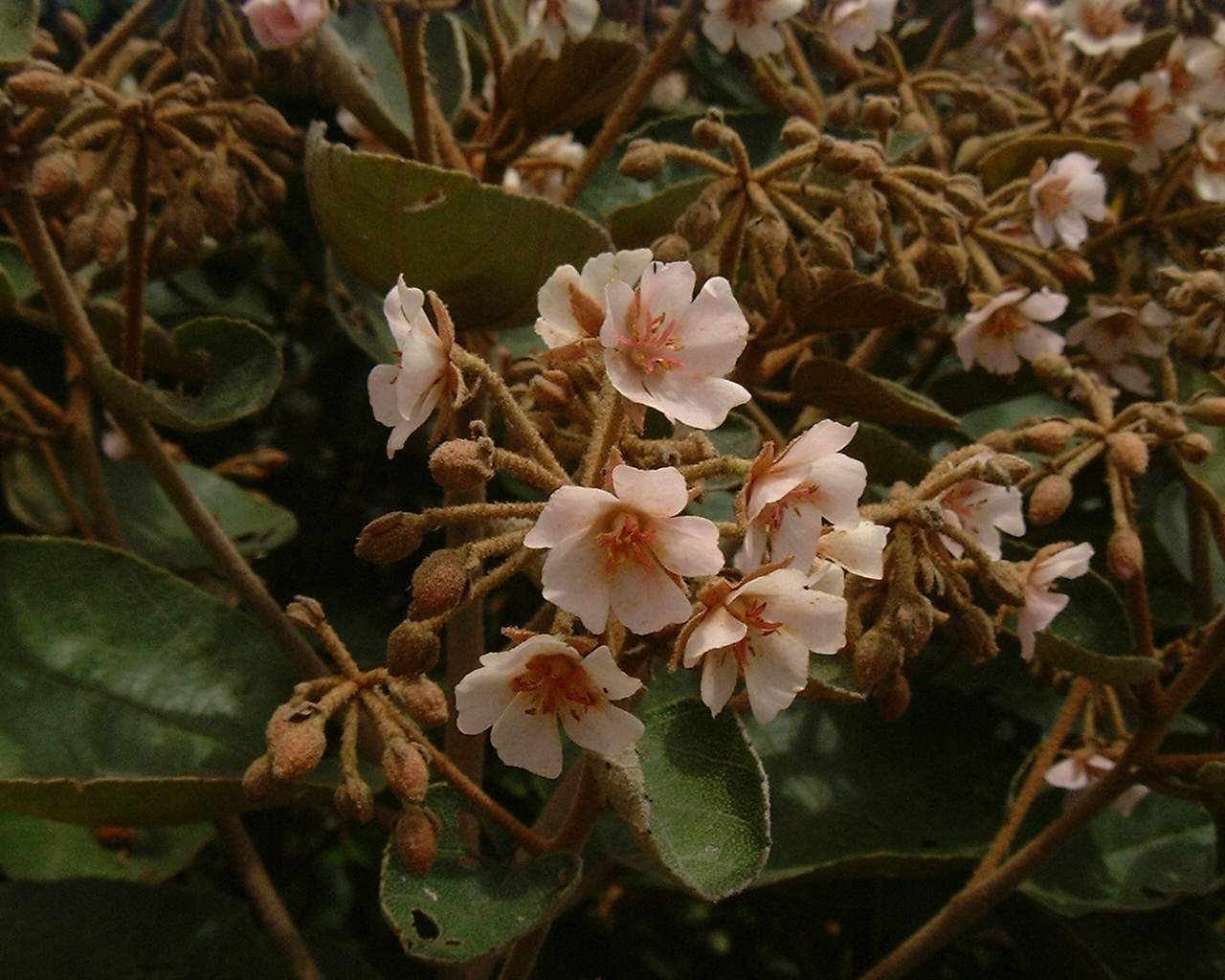